# Медаль Эндрю Карнеги
Меда́ль Э́ндрю Ка́рнеги (англ. Andrew Carnegie Medals for Excellence in Fiction and Nonfiction) — ежегодная литературная награда США, присуждаемая за выдающиеся достижения в литературе и публицистике авторам книг, изданных в США. Победители вместе с медалью получают денежные премии, а финалисты — только денежные премии.
Медаль учреждена в 2012 году и названа в честь американского предпринимателя и филантропа Эндрю Карнеги. Учредителями и спонсорами премии являются Корпорация Карнеги и Американская библиотечная ассоциация.

## Номинации и награждение

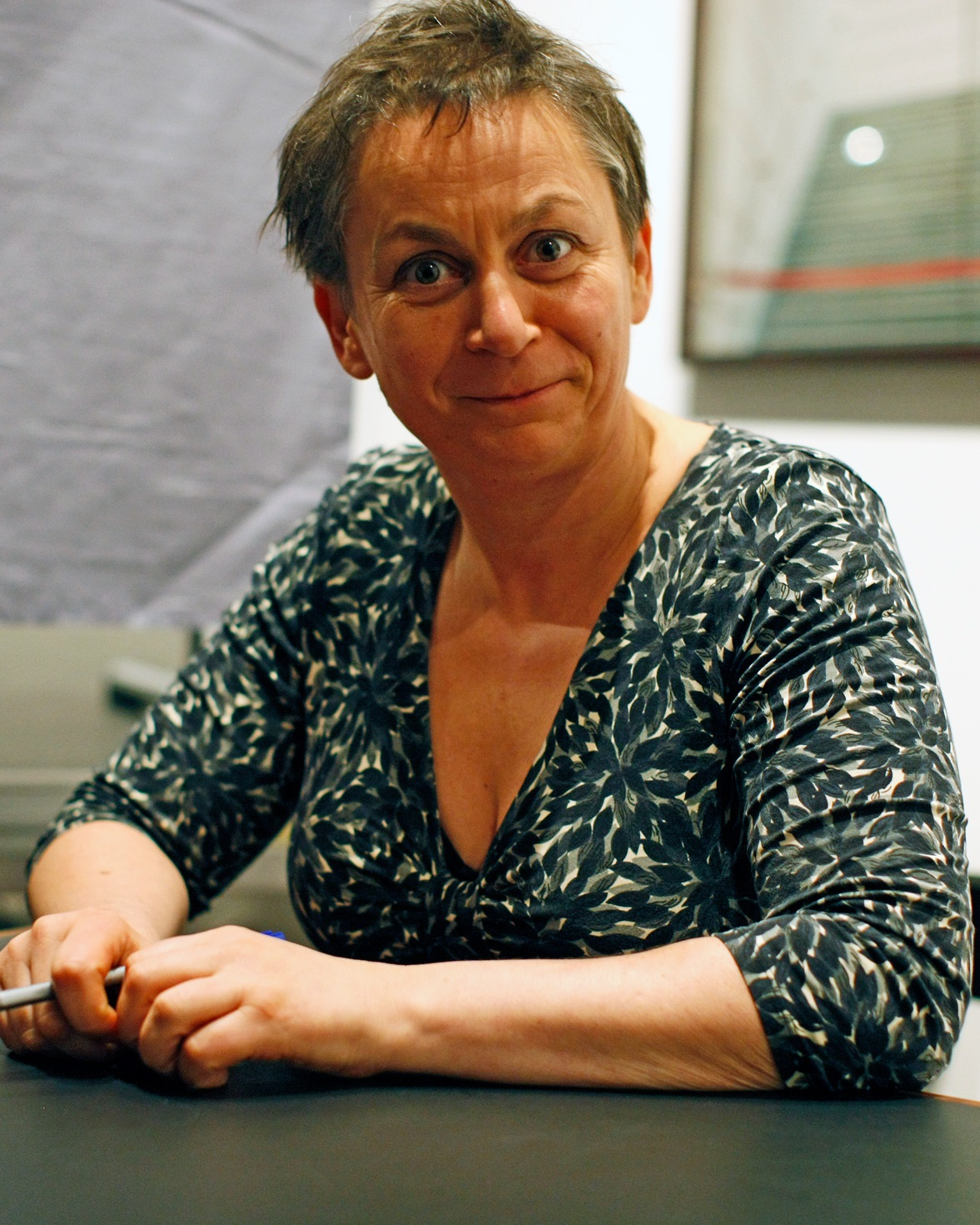
Ирландская писательница Энн Энрайт

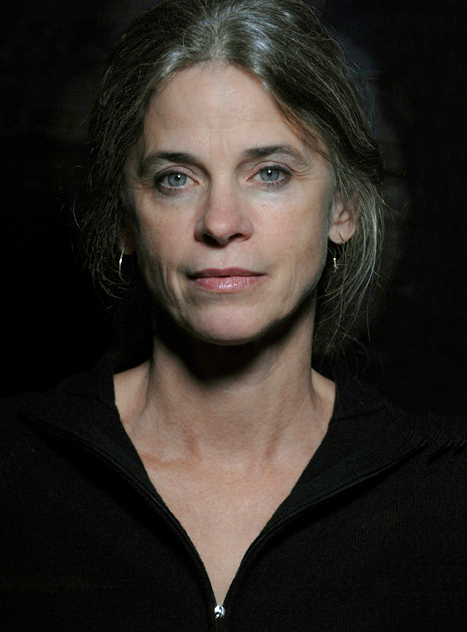
Американский фотограф Салли Манн

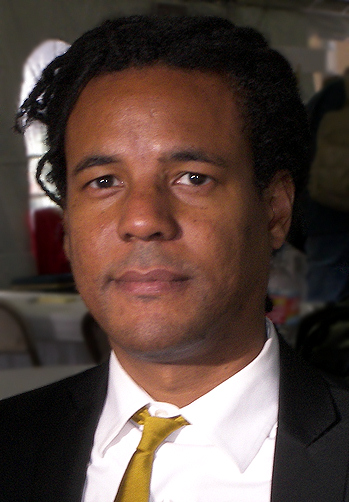
Американский писатель Колсон Уайтхед

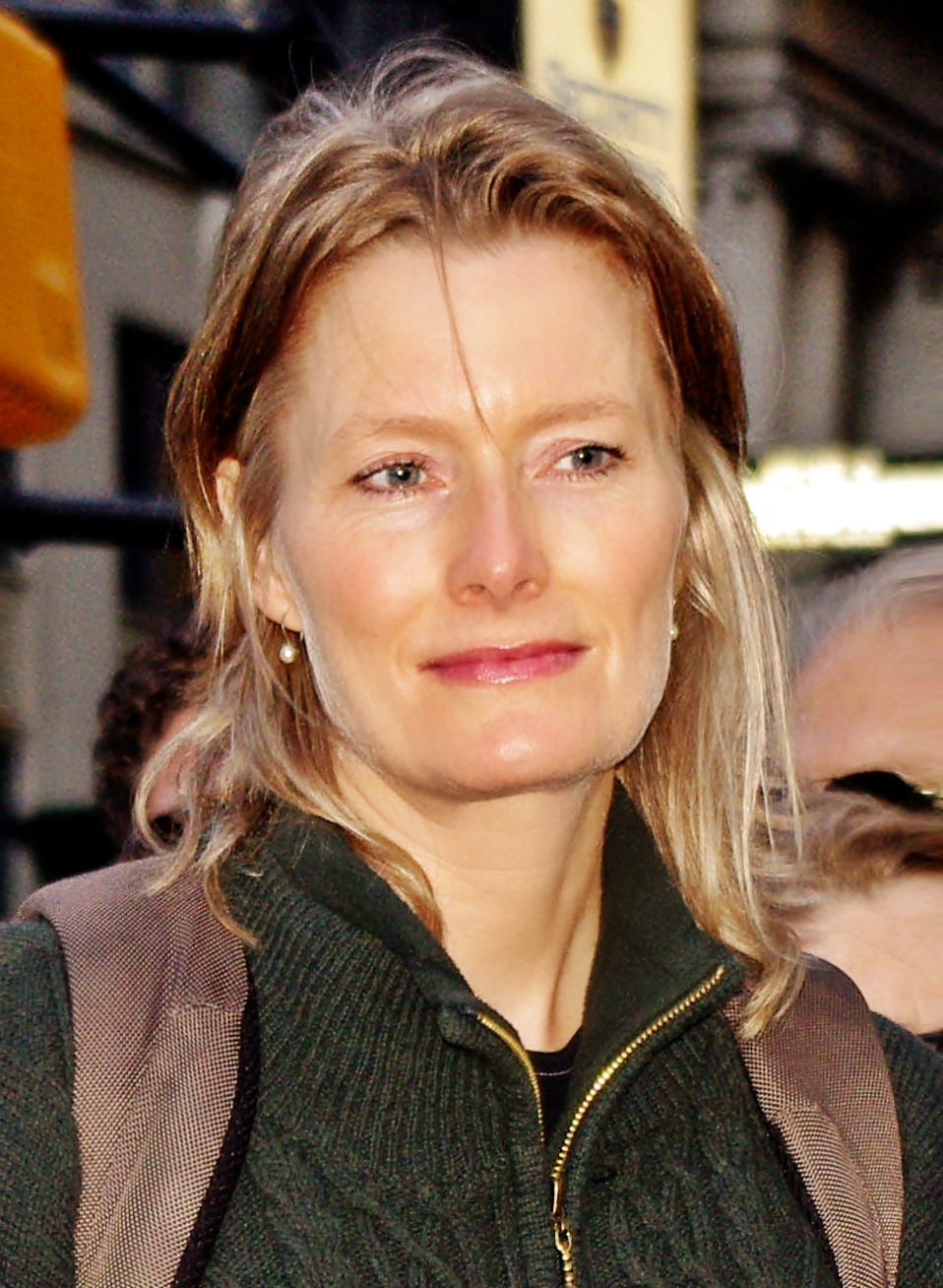
Американская писательница Дженнифер Иган

Медаль Эндрю Карнеги присуждается авторам за книги, изданные в США в предыдущем году, по двум номинациям:
- художественная литература,
- публицистика.

Сначала объявляются по три финалиста в каждой номинации, затем — победители в двух номинациях. Победителям вручают медали Эндрю Карнеги и денежные премии в размере 5.000 долларов США, финалисты получают денежные премии в размере 1.500 долларов США.

## Победители
- 2012 год:
  - художественная литература — Энн Энрайт за роман «Забытый вальс»[1];
  - публицистика — Роберт Масси за книгу «Екатерина Великая: портрет женщины»[1].
- 2013 год:
  - художественная литература — Ричард Форд за роман «Канада»[1];
  - публицистика — Timothy Egan за книгу «Short Nights of the Shadow Catcher: The Epic Life and Immortal Photographs of Edward Curtis»[1].
- 2014 год:
  - художественная литература — Донна Тартт за роман «Щегол»[1];
  - публицистика — Дорис Кернс Гудвин за книгу «The Bully Pulpit: Theodore Roosevelt, William Howard Taft, and the Golden Age of Journalism»[1].
- 2015 год:
  - художественная литература — Энтони Дорр за роман «Весь невидимый нам свет»[1];
  - публицистика — Брайан Стивенсон за книгу «Just Mercy: A Story of Justice and Redemption»[1].
- 2016 год:
  - художественная литература — Вьет Тхань Нгуен за роман «Сочувствующий»[1];
  - публицистика — Салли Манн за книгу «Держите ещё: мемуары с фотографиями»[1].
- 2017 год:
  - художественная литература — Колсон Уайтхед за роман «Подземная железная дорога»[1];
  - публицистика — Мэттью Десмонд за книгу «Evicted: Poverty and Profit in the American City»[1].
- 2018 год:
  - художественная литература — Дженнифер Иган за роман «Манхэттен-Бич»[1];
  - публицистика — не присуждалась[1].
- 2019 год:
  - художественная литература — Rebecca Makkai за роман «The Great Believers, Viking»[1];
  - публицистика — Kiese Laymon за книгу «Heavy: An American Memoir»[1].
- 2020 год:
  - художественная литература — Валерия Луиселли за роман «Архив потерянных детей»[1];
  - публицистика — Adam Higginbotham за книгу «Midnight in Chernobyl: The Untold Story of the World’s Greatest Nuclear Disaster»[1].
- 2021 год:
  - художественная литература — James McBride за роман «Deacon King Kong»[1];
  - публицистика — Rebecca Giggs за книгу «Fathoms: The World in the Whale»[1].
- 2022 год:
  - художественная литература — Tom Lin за роман «The Thousand Crimes of Ming Tsu»[1];
  - публицистика — Hanif Abdurraqib за книгу «A Little Devil in America: In Praise of Black Performance»[1].
- 2023 год:
  - художественная литература — Джулия Оцука за роман «The Swimmers»[1];
  - публицистика — Эд Йонг за книгу «An Immense World: How Animal Senses Reveal the Hidden Realms Around Us»[1].
- 2024 год:
  - художественная литература — Amanda Peters за роман «The Berry Pickers»[1];
  - публицистика — Roxanna Asgarian за книгу «We Were Once a Family: A Story of Love, Death, and Child Removal in America»[1].